# Mihaela Dascălu
Mihaela Dascălu (ur. 12 lutego 1970 w Braszowie) – rumuńska łyżwiarka szybka, brązowa medalistka mistrzostw świata.

## Kariera
Zajęła 7. miejsce na mistrzostwach świata juniorów w wieloboku w 1987. Na kolejnych mistrzostwach w 1988 została pierwotnie sklasyfikowana na 9. miejscu, lecz następnie zdyskwalifikowana z powodu dopingu, co uniemożliwiło jej start w igrzyskach olimpijskich w 1988 w Calgary (tak samo, jak jej koleżance z reprezentacji Rumunii Ceraseli Hordobețiu).
Największy sukces w karierze Mihaela Dascălu osiągnęła w 1994 roku, kiedy zdobyła brązowy medal podczas wielobojowych mistrzostw świata w Butte. W zawodach tych wyprzedziły ją jedynie reprezentująca Austrię Emese Hunyady oraz Niemka Ulrike Adeberg. Dascălu zajęła tam szóste miejsce w biegu na 500 m, trzecie na 3000 m, drugie na 1500 m oraz szóste na dystansie 5000 m. Jest to pierwszy i jak dotąd jedyny medal wywalczony przez rumuńską panczenistkę na mistrzostwach świata w wieloboju. Była też między innymi szósta na rozgrywanych rok wcześniej mistrzostwach świata w Berlinie, gdzie jej najlepszym wynikiem było piąte miejsce na 500 m. Wielokrotnie startowała w zawodach Pucharu Świata, przy czym raz stanęła na podium: 23 stycznia 1994 roku w Innsbrucku zajęła trzecie miejsce na 1500 m. W 1992 roku wystartowała na igrzyskach olimpijskich w Albertville, zajmując szóste miejsce na 1500 m. Na rozgrywanych cztery lata później igrzyskach w Lillehammer jej najlepszym wynikiem było ósme miejsce na dystansach 1500 i 3000 m. Brała też udział w igrzyskach olimpijskich w Nagano w 1998 roku, gdzie zajęła 34. miejsce w biegu na 1500 m oraz 24. miejsce na dwukrotnie dłuższym dystansie. W 1998 roku zakończyła karierę.